# Cao Gangchuan
Cao Gangchuan, chino simplificado: 曹刚川, chino tradicional: 曹刚川, pinyin: Cao Gangchuan, (Wugang, 1935) es un militar y político chino. Fue vicepresidente de la Comisión Militar Central y ministro de Defensa Nacional de la República Popular de China. También fue consejero de Estado y director del Departamento General de Armamento del EPL.

## Biografía
Cao Gangchuan, nació en Wugang, Henan, en diciembre de 1935. Desde 1954 fue estudiante de la Escuela n.º 3 de  Artillería de Nankín y de la  Escuela de Artillería Técnica N º 1 durante dos años. Luego, en 1956, se convirtió en profesor de la Escuela Técnica de Artillería n.º 1. En el mismo año asistió a la Escuela de ruso del EPL en Dalian, antes de pasar seis años a partir de 1957 en la Escuela de Ingeniería Militar del Cuerpo de Artillería de la Unión Soviética. A su regreso de China en 1963 fue asistente de la División de Municiones del Departamento de Artillería del EPL Departamento General de Logística, hasta 1969, cuando se convirtió en asistente de la División de Municiones en el mismo departamento.
Fue ascendido en 1975 a oficial de Estado Mayor y director adjunto de la División de Planificación General del Departamento de Equipamiento Militar del Cuartel General del Estado Mayor del EPL. Luego, en 1982 fue nombrado director adjunto del Departamento de equipo militar. Constantemente se mueve a través de las filas de la jerarquía del EPL, en 1989 fue nombrado director del Departamento de Asuntos Militares del EPL Sede del Estado Mayor General, y luego un año más tarde, director de la Oficina de Comercio Militar de la Comisión Militar Central. Durante cuatro años a partir de 1992 fue subjefe del Estado Mayor General del EPL.
Fue nombrado Ministro, por primera vez en 1996, como ministro de la Comisión de Ciencia, Tecnología e Industria para la Defensa Nacional. Luego, en 1998, obtuvo el control del Departamento General de Armamento del EPL. En 1998 fue nombrado miembro de la Comisión Militar Central del PCCh y director y secretario del comité del Partido del Departamento General de Armamento del EPL. De 2002 a 2003 fue miembro del Buró Político del Comité Central del PCCh, vicepresidente de la Comisión Militar Central del PCCh, director del Departamento General de Armamento.
En marzo de 2003, fue nombrado vicepresidente de la Comisión Militar Central de la República Popular China, así como consejero de Estado.
En marzo de 2008, fue nombrado director y secretario del comité del Partido del Departamento General de Armamento del EPL.
Fue miembro del 15.º Comité Central del Partido Comunista de China, y del 16.º Comité Central del PCCh y miembro del 16.º Buró Político del Comité Central del PCCh.